# Disputatie

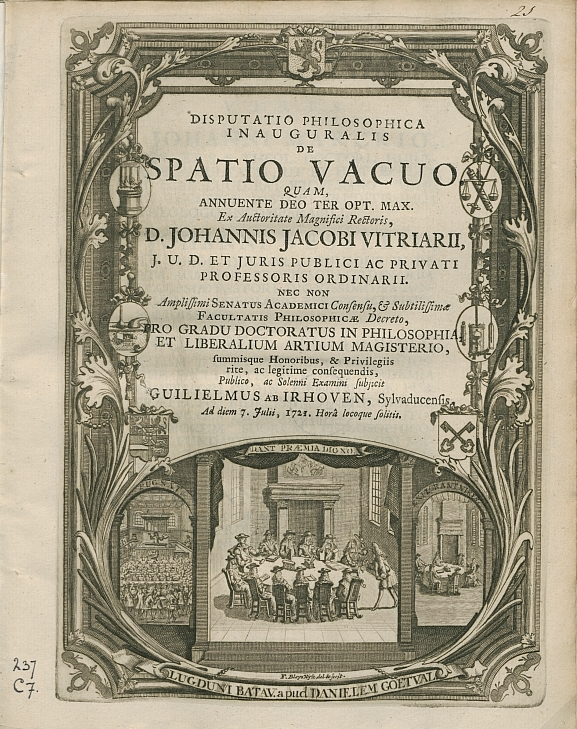
Filosofische disputatie (Leiden, 1721)

Disputatie is een wetenschappelijke discussie over een bepaald onderwerp. Binnen de theologie en de kerkgeschiedenis kan deze term voor een openbare discussie over theologische of leerstellige onderwerpen worden gebruikt. Meestal wordt de term godsdienstgesprek gebruikt. Disputaties vonden vooral plaats om theologische geschillen die tot schismata binnen kerkgemeenschappen zouden kunnen leiden, te bespreken en zo mogelijk op te lossen. Maarten Luther heeft bijvoorbeeld enige godsdienstgesprekken gevoerd.
De Nederlandse term voor disputaties tussen enerzijds protestanten en anderzijds rooms-katholieken en protestanten onderling is een 'godsdienstgesprek'.